# Oldendorf (Luhe)
Oldendorf (Luhe) – miejscowość i gmina położona w niemieckim kraju związkowym Dolna Saksonia, w powiecie Lüneburg. Należy do gminy zbiorowej (niem. Samtgemeinde) Amelinghausen.

## Położenie geograficzne
Oldendorf leży ok. 20 km na południowy zachód od Lüneburga.
Od wschodu sąsiaduje z gminą Betzendorf, od południa z gminą Amelinghausen, od zachodu z gminą Soderstorf, a od północy graniczy z gminą zbiorową Gellersen i powiatem Harburg. 
Teren gminy leży na terenie Pustaci Lüneburskiej. Przez środek gminy płynie z południa na północ Luhe.

## Dzielnice gminy
W skład gminy Oldendorf (Luhe) wchodzą następujące dzielnice: Marxen am Berge, Wetzen i Wohlenbüttel. 

## Komunikacja
Do autostrady A250 w Lüneburgu jest ok. 22 km, a do autostrady A7 13 km. Do drogi krajowej B209 w Amelinghausen jest ok. 3 km.  